# (3931) Batten
(3931) Batten es un asteroide perteneciente al cinturón de asteroides, descubierto el 1 de marzo de 1984 por Edward Bowell desde la Estación Anderson Mesa (condado de Coconino, cerca de Flagstaff, Arizona, Estados Unidos).

## Designación y nombre
Designado provisionalmente como 1984 EN. Fue nombrado Batten en honor al astrónomo canadiense Alan H. Batten.